# USA Network
USA Network (röviden USA) egy amerikai televíziós társaság, amit 1971-ben alapítottak. Egyike az amerikai kábel csatornáknak, amely eredeti, izgalmas műsorokkal vált népszerűvé, mint például: "Drága testek", "Nikita, a bérgyilkosnő", "Monk - Flúgos nyomozó", "Psych - Dilis detektívek", "Minden lében négy kanál", "Luxusdoki", "Suits". Saját készítésű sorozatain kívül még más népszerű show-kat is felvesz műsorára a csatorna, mint például "Különleges ügyosztály".